# Бибионе (Венеција)
Бибионе (итал. Bibione) је насеље у Италији у округу Венеција, региону Венето.
Према процени из 2011. у насељу је живело 2564 становника. Насеље се налази на надморској висини од 5 м.